# Kiuas
Kiuas est un groupe de power metal finlandais, originaire d'Espoo. Le style musical du groupe reprend des éléments de power metal, folk metal et différents styles de metal extrême. Formé en 2000, le groupe annonce sa séparation officielle, après quatre albums, en 2013.

## Biographie
Avant la formation de Kiuas, trois musiciens (Markku Näreneva, Teemu Tuominen et Ilja Jalkanen) jouent dans un groupe appelé Iconofear, axé dark metal. Iconofear s'est formé sur les cendres du groupe de blackened death metal Agonia. Ils publient ensemble un single EP, avant que les trois musiciens ne décident cd former leur propre groupe, Kiuas. Kiuas est formé en 2000 lorsque les quatre premiers membres (Mikko Salovaara, Markku Näreneva, Teemu Tuominen et Atte Tanskanen) font la rencontre de Ilja Jalkanen (chant).
En 2002, ils produisent leur première démo, The Discipline of Steel, qui comprend quatre chansons. En 2003, ils publient Born Under the Northern Lights, puis attirent l'intérêt des labels. Avec les fans à leurs côtés, ils signent un contrat avec le label Rage of Achilles. En 2004, le premier album de Kiuas dans un label est achevé. Winter in June (EP) est publié en Finlande. Plus tard dans l'année, Rage of Achilles annonce sa fermeture définitive, ne pouvant financer les nombreux contrats récemment signés. Pour cette raison, Kiuas, et leurs collaborateurs et associés ; Amoral, Elenium, Omnium Gatherum, Manitou se retrouvent sans label, et, pour certains, sans album. Ils signent plus tard au label Spinefarm Records.
En 2005, ils enregistrent leur premier album, The Spirit of Ukko, qui se consacre aux dieux pagans, en particulier Ukko, d'où le titre. En mai 2006, leur deuxième album Reformation est publié. L'album atteint la 2e place des classements finlandais. Leur troisième album, The New Dark Age, est publié le 12 mars 2008 en Finlande, et atteint aussi la deuxième place des classements finlandais. Leur nouveau single Of Sacrifice, Loss and Reward, est publié le 20 février 2008. Le single homonyme atteint la première place des classements finlandais. Kiuas joue en soutien à Children of Bodom à leur tournée londonienne avec le groupe de folk metal Moonsorrow. Ils joueront aussi avec Serenity Dies et Nothnegal le 5 septembre 2008 au Alimas Carnival, à Malé, aux Maldives. La suite de The New Dark Age est annoncée en été 2009, et le groupe est annoncé en studio en octobre 2009. Cette suite est publiée le 31 mars 2010 sous le titre Lustdriven.
En octobre 2010, Ilja Jalkanen quitte le groupe expliquant que « le cœur n'y est plus [dans le heavy metal]. » Le 16 janvier 2011, à Nosturi, Helsinki, Asim Searah devient le nouveau chanteur de Kiuas. Le 11 septembre 2012, Kiuas annonce le renvoi d'Asim Searah. Le 29 août 2013, Kiuas annonce sa séparation officielle après un concert à Helsinki le 18 octobre la même année.

## Discographie
- 2005 : The Spirit of Ukko
- 2006 : Reformation
- 2008 : The New Dark Age
- 2010 : Lustdriven